# Fiegen (Adelsgeschlecht)

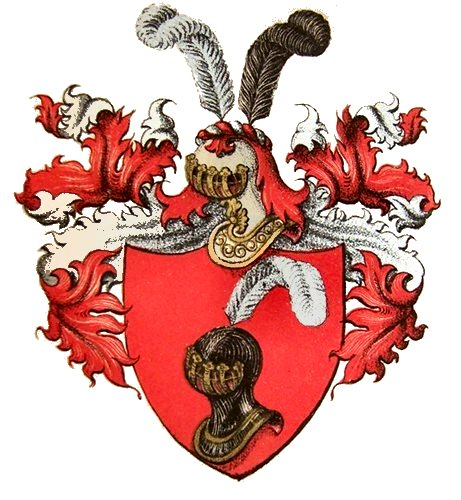
Wappen derer von Fiegen

Fiegen oder Fiege (historische Schreibweisen auch: mnd. Vyghe und Vighe) ist der Name eines uradeligen niedersächsischen Adelsgeschlechts. Der Stammsitz war ursprünglich Bruch bei Aschwarden in Osterstade. Der Adelstitel war Erbherr zu Bruch bis zum Ende des Deutschen Kaiserreichs im Jahr 1918. Die adeligen Güter lagen in Offenwarden und Rechtebe in Osterstade.

## Geschichte

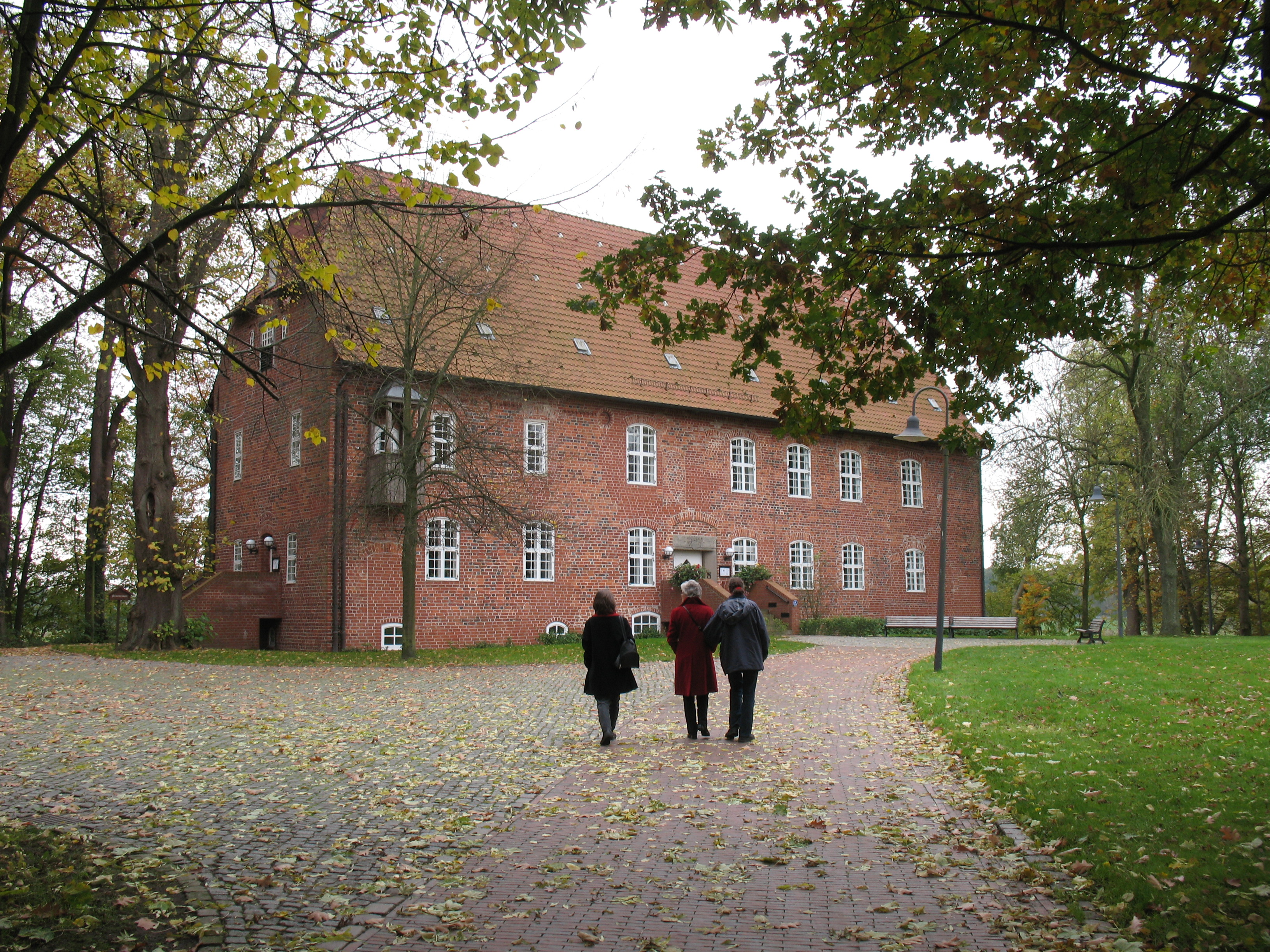
Burg zu Hagen im Bremischen

Das Adelsgeschlecht hat seine Ursprünge in einer Hollerkolonisation, die bis an die Unterweser zurückverfolgt werden kann. Bis ins 12. Jahrhundert wurde es als Holler oder Holling bezeichnet, weil seine Angehörigen aus niederländischen Kolonisten hervorgingen. Sie wurden in Osterstade zu Deichgrafen. Im 12. Jahrhundert waren sie Ministerialen Heinrichs des Löwen. Von zentraler Bedeutung unter ihnen war der Reichsfürst Erzbischof Hartwig II. von Bremen, der die ursprüngliche Burg zu Hagen im Bremischen erbaut hatte. 
Ab dem 14. Jahrhundert gibt es Aufzeichnungen von verschiedenen Gütern: Hetthorn, Hekelinghe, Uthlede, Bruch bei Aschwarden Offenwarden und Rechtebe in der Grafschaft Oldenburg-Delmenhorst und dem Erzstift Bremen. 

## Wappen

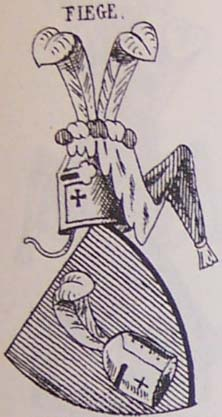
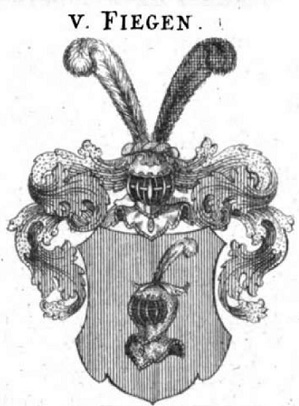
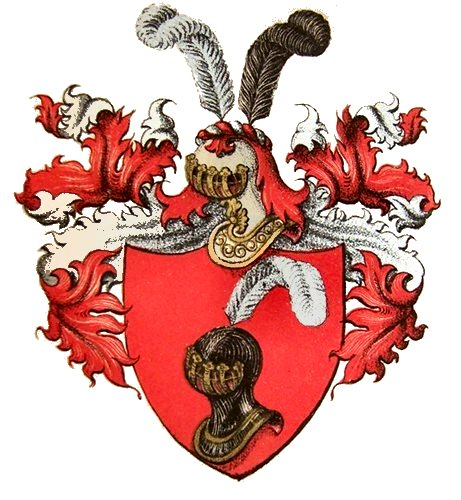

## Personen

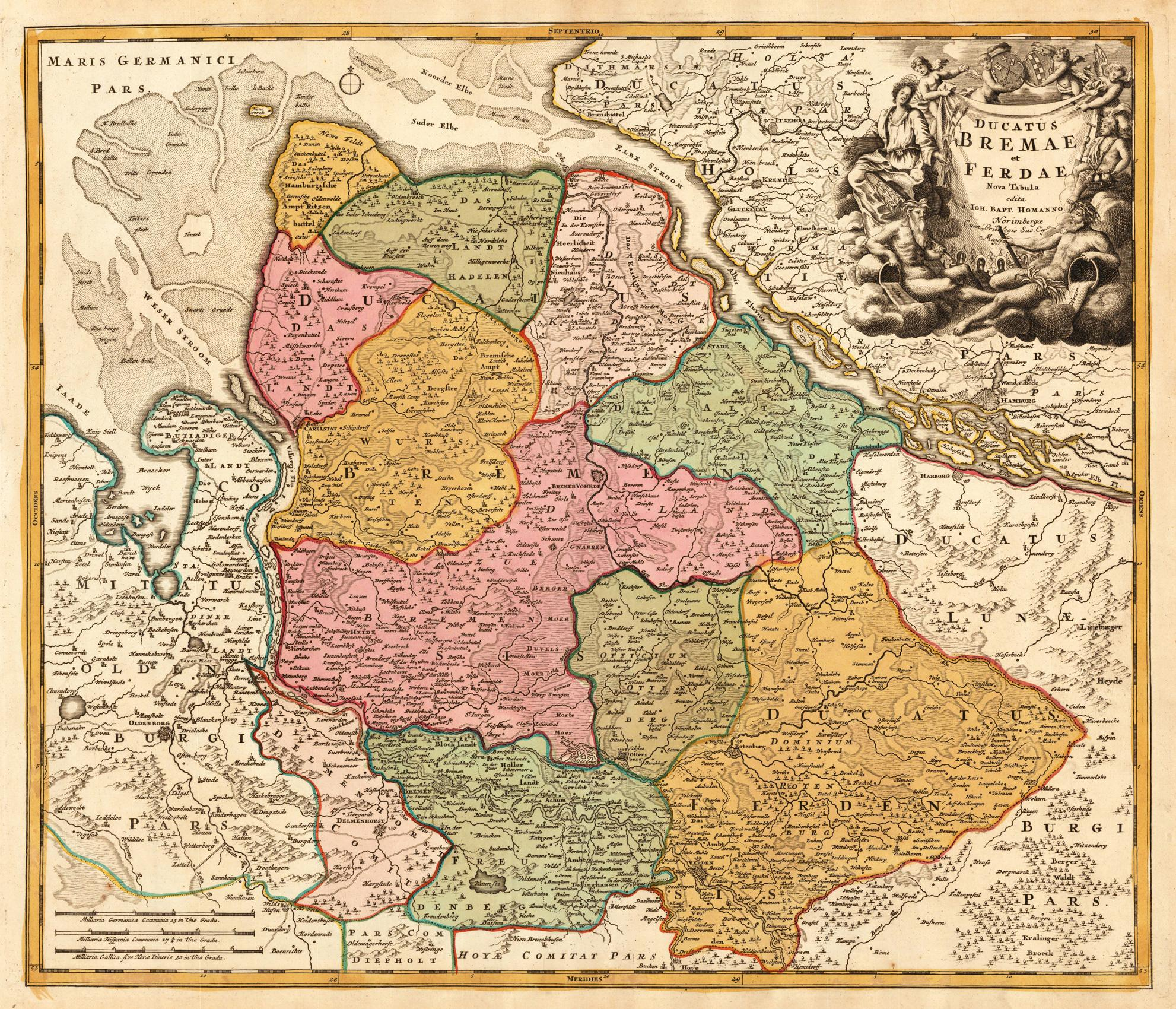
Karte des Herzogtum Bremen und Verden und der Grafschaft Oldenburg und Delmonhurst von 1720

- Knappe Alverick Vyghe (Fiege) verkauften das Rittergut Hethorn an Carsten von Düring 1382.[4]
- Johan Vyghe (Fiege) kaufte Gut Hekelinghe in der Grafschaft Oldenburg-Delmenhorst im Jahr 1400.[5]
- Hinric Vighe (Fiege) verkaufte das Gut Uthlede in Erzstift Bremen im Jahr 1477.[6][7]
- Claus Fiege: Vogt in Burg Stotel, Drost in Burg Morgenstern in Land Wursten und Weddewarden 1518.[10]
- Henrich Fiege verheiratet Margareta von der Decken, Tochter von Hermann von der Decken, Ratsherr und Bürgermeister von Stade.
- Friedrich von Fiegen, Erbherr zu Bruch, verheiratet Becke von Bardenfleth, Tochter von Addo von Bardenfleth, Erbherr zu Rectebe der Ururenkel von Graf Johann V. von Oldenburg
- Johann Albrecht Fiege hat am 20. April 1692 Karl XII von Schweden als dem damaligen Landesherrn gehuldigt.[11]